# Jake et Dinos Chapman
Pour les articles homonymes, voir Chapman.
Jake (né le 3 novembre 1966 à Londres) et Dinos Chapman (né le 19 janvier 1962 à Cheltenham) sont deux frères artistes plasticiens britanniques. Ils vivent tous les deux à Londres.

## Biographie
Après avoir étudié au Royal College of Art, et fait partie des Young British Artists, Jake et Dinos Chapman travaillent comme assistants de Gilbert & George. Ils collaborent à un projet commun depuis le début des années 1990 pour marquer le monde de l'art : tout d'abord par leurs statues (inspirées des mannequins commerciaux en résine), représentant notamment des scènes de torture ou des enfants mutants nus (Fuck Face, 1994 et Cock-Shitter, 1997), avec de multiples sexes en érection et orifices sur le corps.
La véritable dimension de l'œuvre tient au cynisme de l'ambition, qui est explicitement d'atteindre à une valeur culturelle nulle[citation nécessaire]. Leur art ne vise qu'à produire une esthétique de l'inertie, de l'indifférence, du détachement.
Récemment, leur travail s'est axé sur la construction de maquettes, agrémentées de figurines en modèle réduit, et représentant diverses scènes, notamment l'Holocauste sur la pièce intitulée Hell ou le cycle Come and See (2013), dont le titre est emprunté au film du même nom d'Elem Klimov (traduit en français par Requiem pour un massacre). Leur œuvre Fucking Hell incorpore 30 000 figurines miniatures (soldats nazis, squelettes) regroupés en neuf scènes représentant autant de massacres.
Ces artistes jouent beaucoup sur l'effet de choc de leurs thèmes (moralité, religion, sexe, mort, philosophie, histoire de l'art, société de consommation, etc.), sur la controverse et le second degré. Les œuvres mêlent souvent l'humour et l'horreur.

### Prix et distinctions
- Nommés au prix Turner en 2003

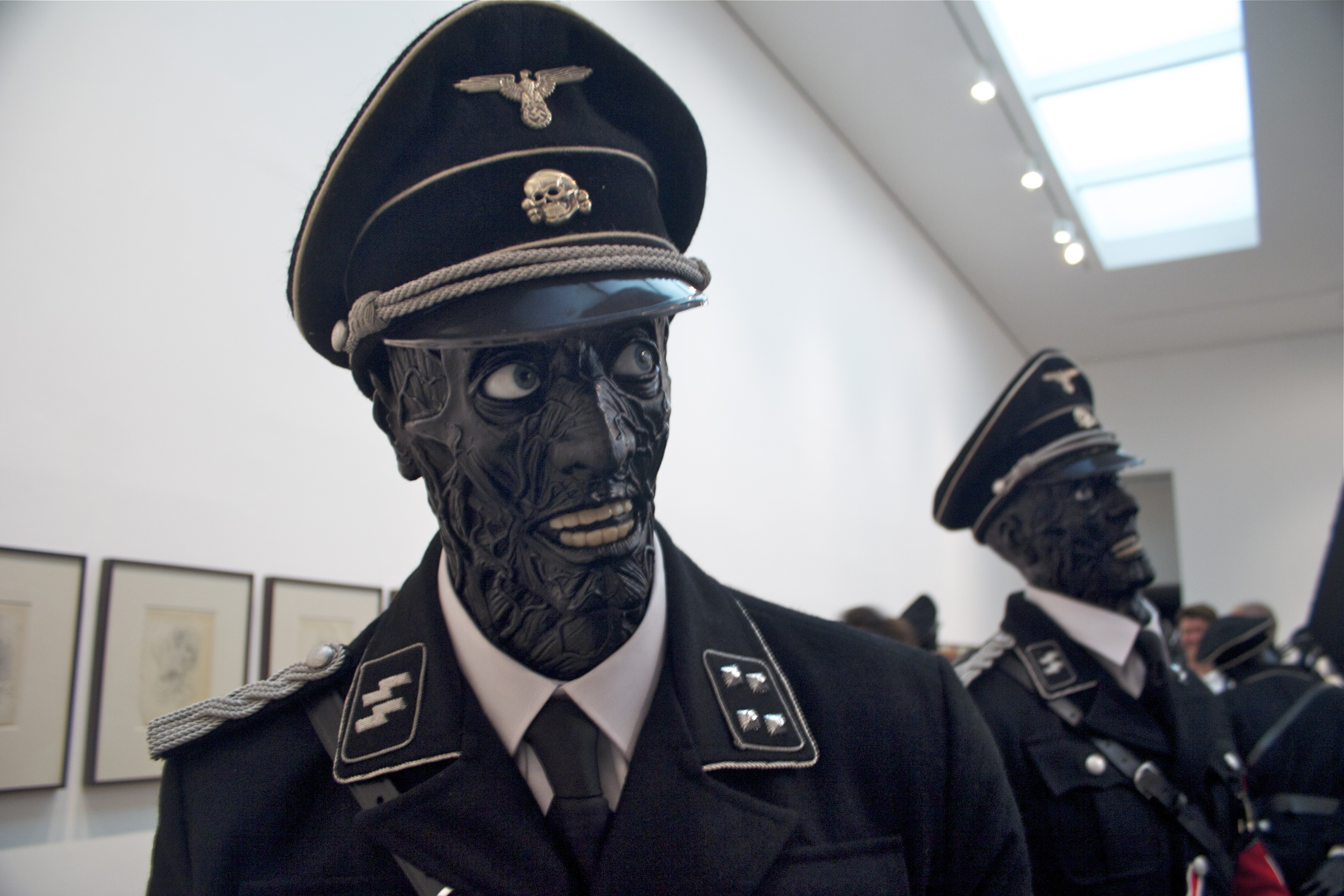
Nazi zombies, White Cube Gallery, Londres
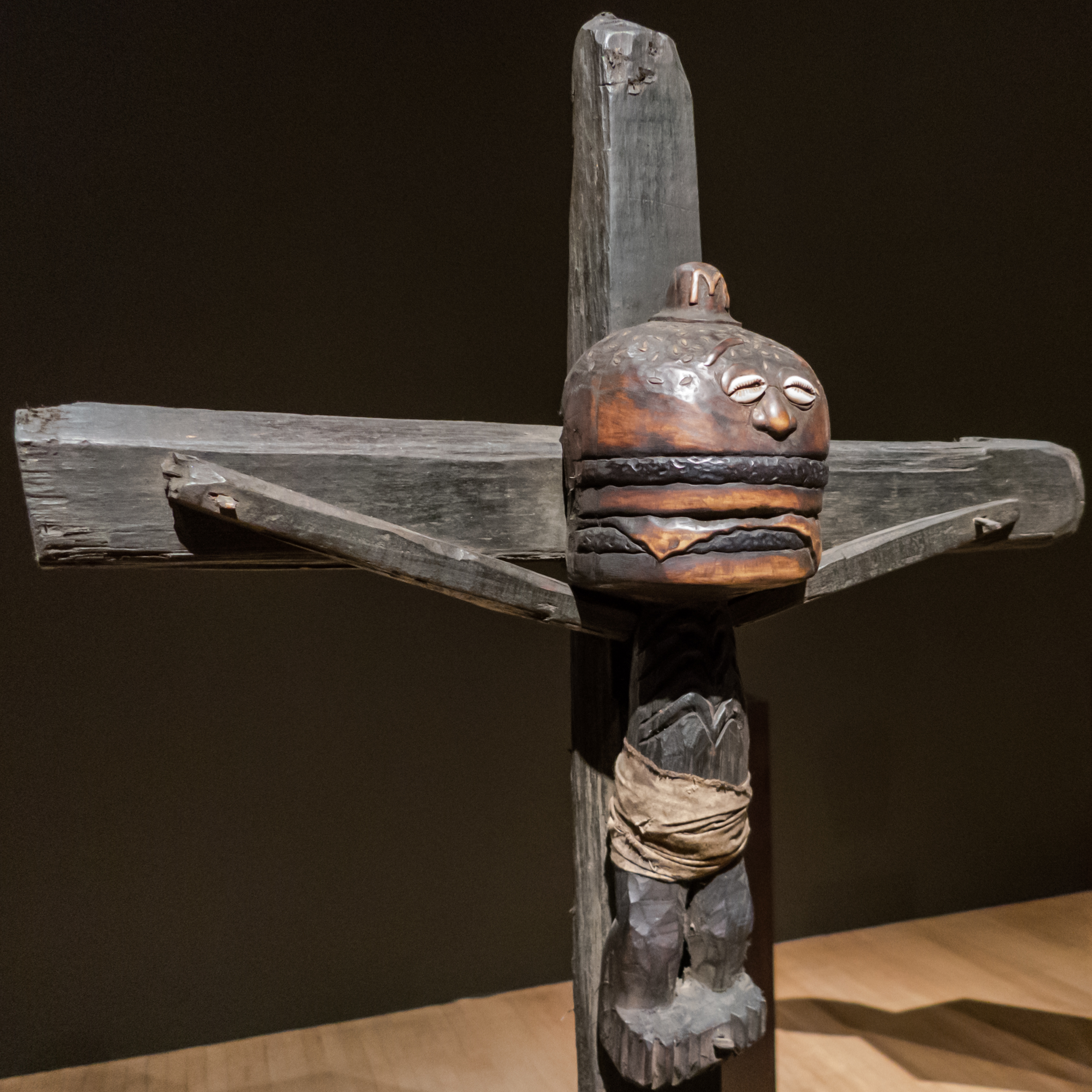
Big Mac Crucifix, The Chapman Family Collection (2002)
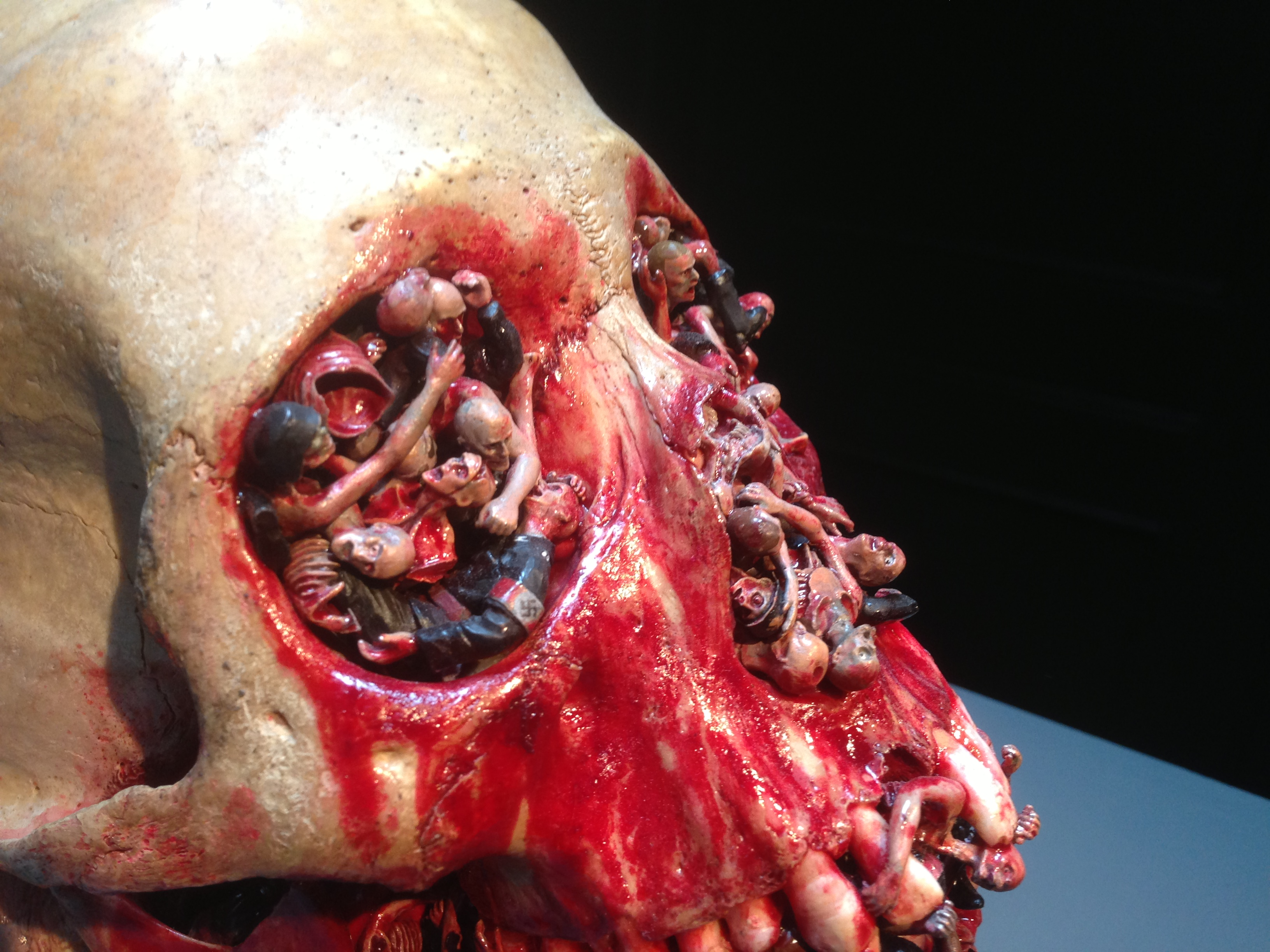